# Альварес де Толедо Осорио, Хосе Мария
Хосе Альварес де Толедо Осорио-и-Гонзага (исп. José Álvarez de Toledo Osorio y Gonzaga; 16 июля 1756, Мадрид — 9 июня 1796, Севилья) — испанский аристократ эпохи Просвещения и один из главных покровителей художника Франсиско де Гойи, 11-й маркиз де Вильяфранка-дель-Бьерсо и 15-й герцог Медина-Сидония и гранд Испании, в основном известный под титулом герцога Альбы, который он носил благодаря своему браку с Марией Терезой де Сильва Альварес де Толедо, 13-й герцогиней Альбы.

## Биография

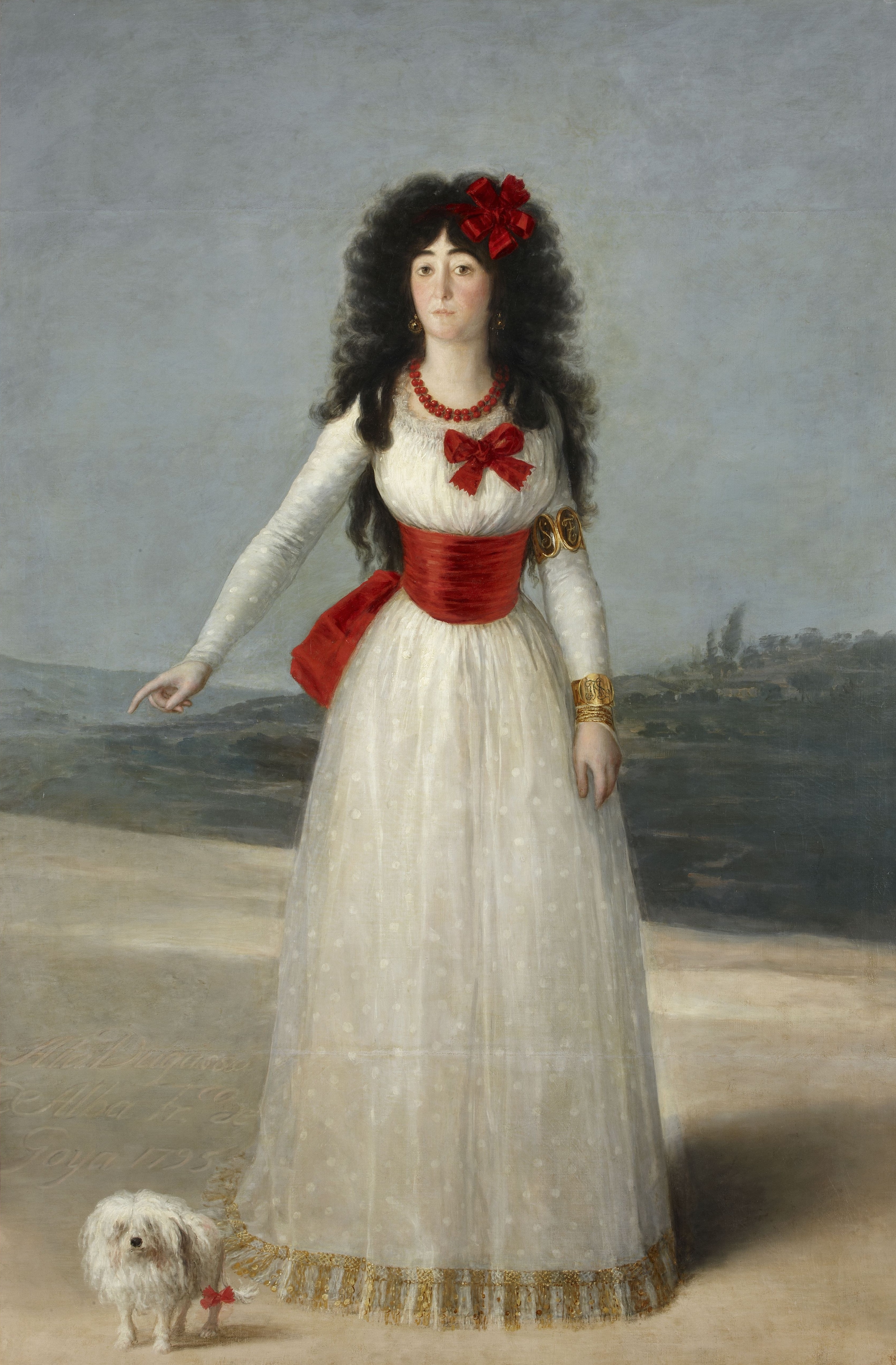
Мария дель Пилар Тереса Каэтана де Сильва и Альварес де Толедо (1762—1802), супруга герцога Медина-Сидония

Родившийся в Мадриде 16 июля 1756 года,. Старший сын Антонио Альвареса де Толедо Осорио-и-Переса де Гусмана, 10-го маркиза Вильяфранка-дель-Бьерсо (1716—1773), и его второй жены Марии Антонии Гонзага-и-Караччоло (1735—1801), дочери Франческо Гонзага, 1-го герцога Сольферино, и Гилии Караччоло. С самого рождения он был назван герцогом Фернандина как старший сын дома Вильяфранка, и всего в 13 лет он занял положение дворянина при дворе короля Испании Карлоса IV.
В 1772 году состоялась свадьба молодого герцога Фернандина с маркизой Кориа, Марией Терезой де Сильва Альварес де Толедо (1762—1802), внучкой и наследницей Фернандо де Сильва-и-Альварес де Толедо, 12-го герцога Альба-де-Тормес, которой было всего 10 лет. Этот союз, целью которого было возвращение дома Альба к его первоначальному происхождению, роду Альварес де Толедо, был оформлен 11 октября 1773 года подписанием брачных соглашений, в которых жених обещал поставить принять титул герцога де Альба, который должна была унаследовать этот титул. Свадьба была отпразднована в мадридской церкви Сан-Луис 15 января 1775 года, когда герцог уже унаследовал титул маркиза Вильяфранка, на двойной церемонии, на которой также вышла замуж Мариана де Сильва-Басан-и-Сармьенто (1739—1784), вдовствующая герцогиня Уэскар, мать невесты, с Хоакином Антанасио Пиньятелли Арагонским, графом Фуэнтес.
После почти двух лет брака, в 1776 году, герцог Альба скончался, и молодые маркизы Вильяфранка стали новыми герцогами Альба. Пара обосновалась в мадридском Паласио-де-Буэнависта, отреставрированном после 1777 года, где они разместили свою коллекцию произведений искусства с такими произведениями, как «Зеркальная Венера» Веласкеса или «Мадонна де Альба» Рафаэля, и создали блестящий двор, который соперничал в великолепии с этим дворцом. Марии Хосефы Пиментель, герцогини Осуна и королевы Марии Луизы Пармской, будучи известным соперничеством между герцогиней и государем. Герцог и герцогиня также проводили время во дворце Монклоа, приобретенном матерью герцогини в 1781 году, уже вдовой ее третьего мужа Антонио Понсе де Леона, герцога Аркоса, и который они унаследовали после его смерти в 1784 году.
Семейное наследие выросло еще больше в 1779 году, когда герцог унаследовал титулы и активы дома Медина-Сидония, в связи со смертью без потомков его второго дяди Педро де Алькантара Переса де Гусман-и-Пачеко, 14-го герцога Медина-Сидония (1724—1779). Таким образом, герцоги Альбы были владельцами обширного набора крупных поместий, среди самых больших для своего времени, которые, однако, не могли быть увековечены из-за отсутствия детей от брака.
Герцог Альба воплощал в себе архетип просвещенного аристократа, защитника идеологических и научных достижений своего времени, и как таковой был членом реформистских ассоциаций, таких как Королевское баскское общество друзей страны с марта 1777 года, а с января 1778 года друг и защитник писателя Ховельяноса, он получил для него должность магистрата в Палате мэров Каса-и-Корте, чтобы облегчить его желаемый перевод в Мадрид. Любитель музыки и превосходный альтист, герцог был капелланом Королевской академии изящных искусств Сан-Фернандо и был частью музыкального кружка культового инфанта дона Габриэля, опытного клавесиниста. Помимо музыки, другим большим увлечением герцога была верховая езда, и он считался одним из лучших наездников при дворе. В качестве покровителя он был связан с композитором Гайдном, с которым поддерживал постоянную переписку и у которого заказал несколько произведений, а также с Франсиско де Гойей, который начал работать в Альбе около 1794 года. Арагонский живописец, изображавший всех членов семьи, стал другом герцогов и имел близкие отношения, в частности, с герцогиней.
Один из главных людей своего времени, герцог получил Орден Золотого руна и Большой крест Ордена Карлоса III, а в 1793 году он был назначен великим канцлером и регистратором Индий, с правом голоса и правом голоса в Совете по делам Индий. Это было наследственное положение, связанное с домом Оливарес, которым владела герцогиня и который оставался вакантным после смерти предыдущего герцога Альбы. Однако его политическая карьера закончилась в 1795 году, когда он был замешан в неудавшемся заговоре Алехандро Маласпины с целью свержения фаворита Мануэля Годоя, так как именно герцог Альба предлагалось заменить его во главе правительства. Хотя было неясно, знал ли герцог о заговоре, ему пришлось на время удалиться от двора, которым он воспользовался, чтобы посетить андалузские владения, унаследованные им от покойного герцога Медина-Сидония.
Он не смог осуществить свой проект, потому что заболел и внезапно скончался в своем севильском дворце 9 июня 1796 года, не увидев центра своих владений, Санлукар-де-Баррамеда. Он был похоронен 11 июня в близлежащем монастыре Сан-Исидоро-дель-Кампо-де-Сантипонсе, основанном Гусманом эль-Буэно и с тех пор являющемся пантеоном дома Медины Сидонии. В Мадриде его похороны прошли 4 сентября того же года в церкви Сан-Антонио-де-лос-Португальс, штаб-квартира Королевского Братства Приюта, старшим братом которого был герцог Альба. Его титулы и имущество перешли к его брату Франсиско де Борха Альварес де Толедо Осорио, но герцогине Альба было разрешено продолжить путешествие по андалузским землям своего мужа.

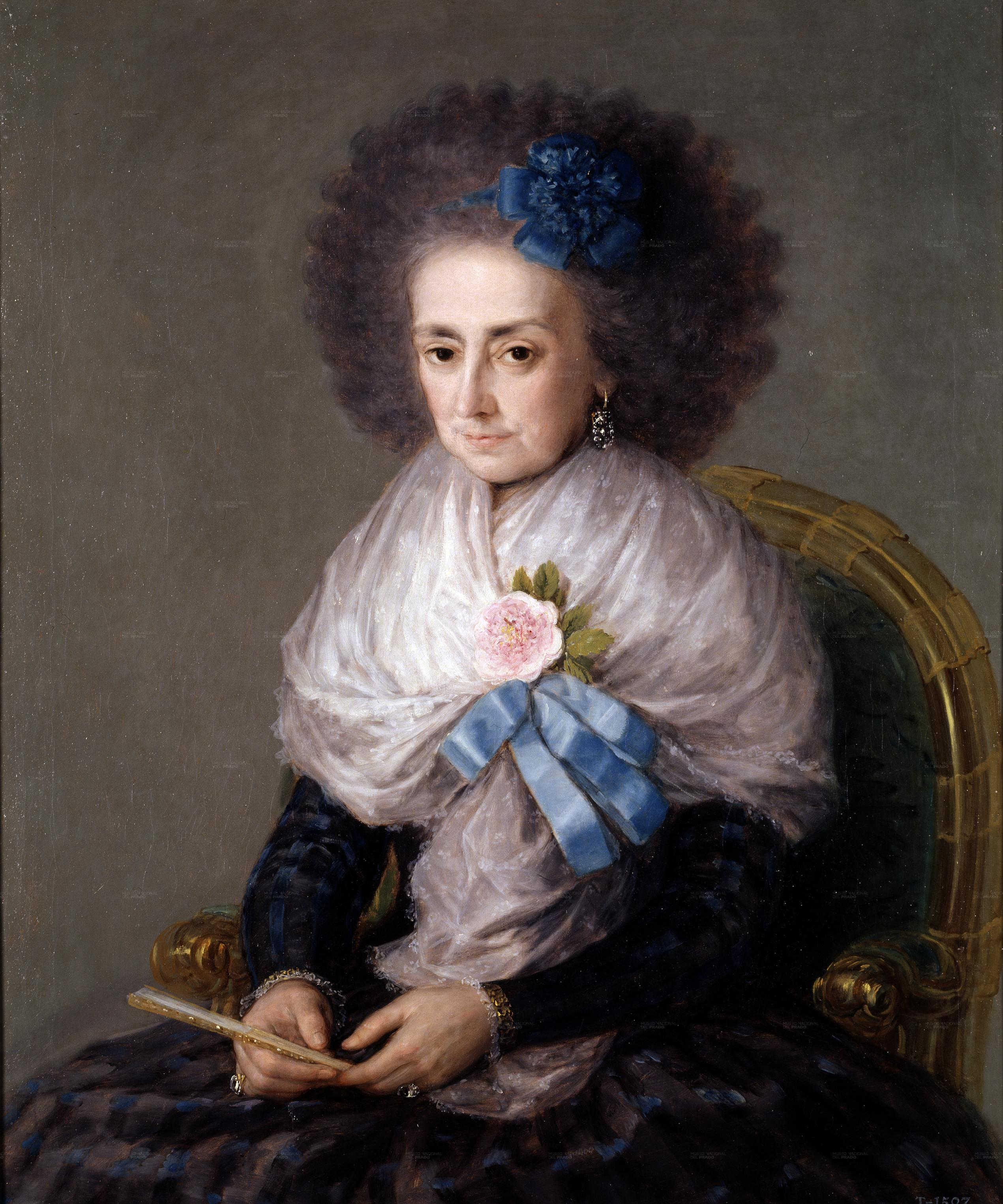
Мария Антония Гонзана, его мать
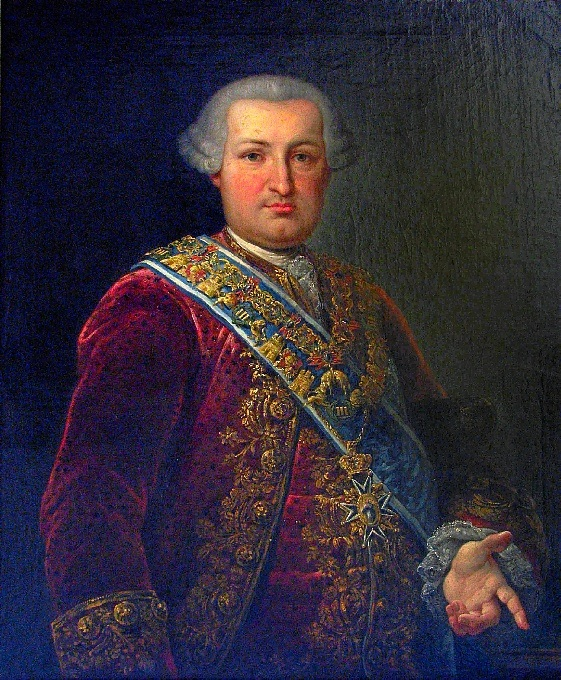
14-й герцог Медина-Сидония, его двоюродный брат и предшественник.
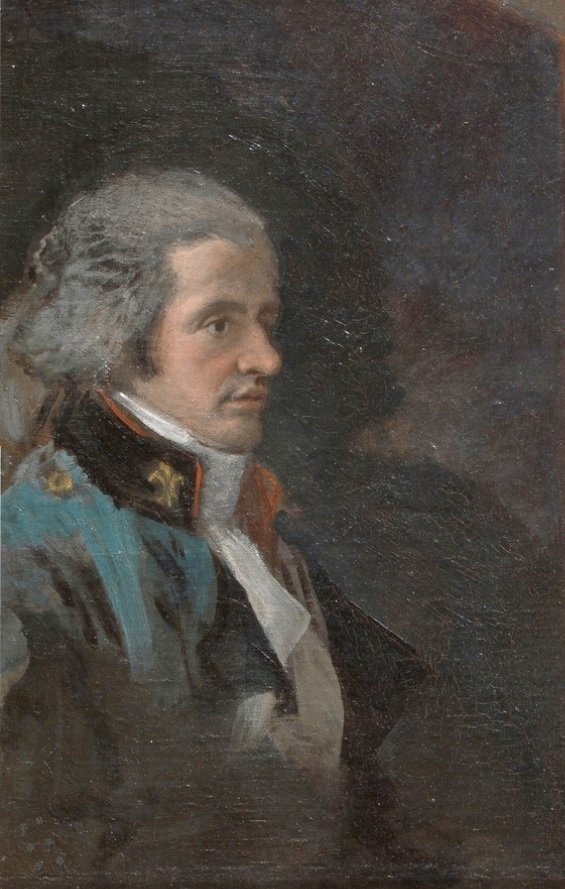
[[Francisco de Borja Álvarez de Toledo, 12th Marquis of Villafranca|12-й маркиз Вильяфранка, его младший брат и преемник.

## Титулы, почести и награды

### Дворянские титулы
С самого рождения Хосе Альварес де Толедо, как старший сын главы дома Вильяфранка, носил титул 8-го герцога де Фернандина
В 1773 году, после смерти своего отца Антонио Альвареса де Толедо Осорио-и-Переса де Гусмана, 10-го маркиза Вильяфранки, он унаследовал его главные и дополнительные титулы:
- 11-й маркиз де Вильяфранка-дель-Бьерсо, гранд Испании
- 11-й маркиз Лос-Велес, гранд Испании
- 12-й герцог Монтальто, гранд Испании
- 10-й герцог Бивона
- 10-й принц Патерно
- 8-й принц Монтальбан
- 6-й маркиз Вильянуэва де Вальдуэса
- 14-й маркиз Молина
- 8-й маркиз Марторель
- 16-й граф Кальтанагета
- 17-й граф Коллесано
- 17-й граф Адерно
- 14-й граф Эклафана
- 18-й граф Кальтабеллота
- 7-й граф Пенья-Рамиро

Женившись в 1775 году на Марии Терезе де Сильва Альварес де Толедо, 18-й маркизе Кориа, он также стал носить титулы его супруги:
- Маркиз Кория
- Граф Оропеса, гранд Испании.
- Маркиз Харандилья
- Маркиз де Фречилья и Вильяррамьель
- Маркиз де Вильяр-де-Граханехос
- Граф Алькаудете
- Граф Белвис
- Граф де Делейтоса

В 1776 году, после смерти деда своей жены, Фернандо де Сильва Альварес де Толедо, 12-го герцога Альба-де-Тормес, он унаследовал следующие титулы:
- Герцог Альба де Тормес, гранд Испании
- Граф Лерин, гранд Испании
- Граф де Осорно, гранд Испании
- Маркиз-дель-Карпио, гранд Испании
- Граф-герцог Оливарес, гранд Испании
- Граф де Монтеррей, гранд Испании
- Герцог Монторо, гранд Испании
- Герцог Уэскар
- Герцог Галистео
- Маркиз Вильянуэва-дель-Рио
- Маркиз де Эльче
- Маркиз Тарасона
- Граф Пьедраита
- Граф Сальватьерра
- Граф Гальве
- Граф де Модика
- Граф Моренте
- Граф Фуэнтес-де-Вальдеперо

Наконец, в 1779 году, после смерти без прямых наследников его второго дяди, Педро де Алькантара Алонсо де Гусмана эль Буэно (1724—1779), 14-го герцога Медина-Сидония — этого последнего сына Доминго Переса де Гусмана-и-Сильвы, 13-го герцога Медины-Сидонии, который был братом Хуаны Перес де Гусман-и-Сильва (? — 1736), жены Фадрике Альварес де Толедо-и-Монкада, 9-го маркиз Вильяфранка-дель-Бьерсо (1686—1753). Последние были родителями Антонио Альвареса де Толедо Осорио Перес де Гусман эль Буэно, 10-го маркиза Вильяфранка-дель-Бьерсо (1716—1773), отца Хосе Марии.
- 15-й герцог Медина-Сидония, гранд Испании
- 22-й граф Ньебла
- 13-й маркиз Касаса в Африке.

## Награды
- Кавалер ордена Золотого руна (28 февраля 1791)
- Кавалер Большого креста ордена Карлоса III (16 марта 1789)